# Herbert River Falls
Herbert River Falls är ett vattenfall i Australien. Det ligger i delstaten Queensland, omkring 1 300 kilometer nordväst om delstatshuvudstaden Brisbane.
Trakten runt Herbert River Falls är nära nog obefolkad, med mindre än två invånare per kvadratkilometer.. Det finns inga samhällen i närheten.
I omgivningarna runt Herbert River Falls växer huvudsakligen savannskog. Genomsnittlig årsnederbörd är 1 012 millimeter. Den regnigaste månaden är mars, med i genomsnitt 259 mm nederbörd, och den torraste är september, med 3 mm nederbörd.